# Isopachys gyldenstolpei
Isopachys gyldenstolpei là một loài thằn lằn trong họ Scincidae. Loài này được Lönnberg mô tả khoa học đầu tiên năm 1916.